# اسون اونیر
اسون اونیر (انگلیسی: Sven Unger؛ ۱۹۰۹ – ۲۰۰۱) بازیکن فوتبال اهل سوئد بود.
وی همچنین در تیم ملی فوتبال سوئد بازی کرده‌است.